# Геологічні та мінералогічні музеї
Геологічні та мінералогічні музеї (рос. музеи геологические и минералогические, англ. geological and mineralogical museums, нім. geologische und mineralogische Museen n pl) — культурно-освітні та науково-дослідні заклади, що збирають, вивчають, експонують та зберігають геологічні та мінералогічні експонати, колекції мінералів тощо.

## Найвідомішими в Україні
- 1 — Рівненський музей бурштину;
- 2 — Хорошівський музей коштовного та декоративного каменю;
- 3 — Національний науково-природознавчий музей;
- 4 — музей Інституту геохімії, мінералогії та рудоутворення НАН України;
- 5 — музей Київського національного університету ім.Т.Г.Шевченка;
- 6 — Державна скарбниця “Скарби України” при національному банку України;
- 7 — музей Львівського Національного університету;
- 8 — музей Національного технічного університету “Харківський політехнічний інститут”;
- 9 — музей Донбаського гірничо-металургійного інституту;
- 10 — музей Національної гірничого університету (м. Дніпро);
- 11 — музей Донецького національного технічного університету;
- 12 — музей Криворізького гірничорудного інституту;
- 13 — музей Одеського національного університету;
- 14 — Кримський республіканський краєзнавчий музей.